# No Deals, Mr Bond
No Deals, Mr Bond (roman non traduit en français) est un roman de la série des James Bond écrit par John Gardner et publié en 1987.

## Résumé
Un sous-marin nucléaire d'attaque de la Royal Navy se déplace dans les eaux près de Bornholm. James Bond et deux membres du Special Boat Service (SBS) en sortent via un bateau gonflable et gagnent la côte pour y récupérer deux femmes dans le cadre d'une opération secrète nommée Seahawk. Après quelques complications : la présence d'un bateau de patrouille qui force l'un des deux SBS à se sacrifier pour les autres, les deux femmes sont amenées à bord du sous-marin.
Cinq ans plus tard, Bond rejoint M aux Blades, ce-dernier lui évoque à nouveau l'opération Seahawk. M lui explique que les deux femmes qu'il a ramené faisaient partie d'un stratagème baptisé Gâteau à la crème (Cream Cake). Il s'agissait en tout de 4 femmes et d'un homme, touq en mission en Allemagne de l'Est et qui avaient pour but de séduire certains membres de la Hauptverwaltung Aufklärung et du KGB afin de les faire passer à l'ouest. L'opération a été considérée comme un succès partiel, mais s'est brutalement terminée lorsque la couverture de ses membres a été grillée. Deux des femmes qui ont été extradées cinq ans plus tôt viennent d'être récemment assassinées sur le sol britannique, leurs langues ont été arrachées. Le Foreign Office ayant donné l'instruction stricte d'abandonner les membres de Gâteau à la crème, M charge officieusement Bond de les retrouver avant qu'ils ne subissent le même sort.
À Londres, Bond va retrouver l'une des femmes qu'il avait fait extrader, Heather Dare, et la prévient du danger. Celle-ci lui dit être au courant dans la mesure où elle a lu la presse et l'informe qu'elle a déjà pris rendez-vous à Dublin avec l'autre fille que 007 a extradée, Ebbie Heritage. Bond et Heather décident donc de se rendre à Dublin, mais se font agresser par plusieurs hommes ; cependant 007 parvient à les maitriser. Dans un aéroport de Dublin, Bond et Heather découvrent dans les journaux que Ebbie a été assassinée.
007 appelle des contacts, Big Mick Shean et un inspecteur du nom de Norman Murray et découvre ainsi que Ebbie est vivante. Toujours à Dublin, Bond aperçoit le Colonel Maxim Smolin qui, en tant que commandant en second de la Hauptverwaltung Aufklärung et membre du GRU, était la cible principale de l'opération Gâteau à la crème, et plus particulièrement la cible d'Heather.
Bond et Heather prennent la route, mais leur véhicule se fait attaquer et ils sont finalement capturés par Smolin. Ce dernier dit à Bond qu'il sait tout de Gâteau à la crème et qu'il en veut au SIS pour avoir envoyé une simple débutante, Heather, pour s'occuper d'un objectif aussi important que lui.
Bond et Heather sont amenés par Smolin et ses hommes dans un château où ils retrouvent Ebbie qui y est aussi retenue. Maxim Smolin fait menotter Bond à une chaise pour un interrogatoire, mais il s'avère qu'il s'agit en fait d'une mise en scène de Smolin à l'intention de ses collègues. Alors qu'il fait semblant d'interroger 007 seul, Smolin révèle à l'agent anglais qu'il est également un transfuge depuis 5 ans et que M est au courant. Il lui explique que c'est le KGB qui a ordonné la traque des anciens membres de Gâteau à la crème et demande de l'aide à 007 pour s'enfuir du château avec lui et les filles. Maxim Smolin lui révèle également que le général Konstantin Nikolaevich Chernov du département 8, direction S, du KGB (anciennement SMERSH) doit venir très prochainement au château.
Cependant, une membre du KGB, Ingrid, écoute discrètement la conversation des deux hommes et décide de débarquer dans la salle d'interrogatoire pour mettre Smolin aux arrêts. Une bagarre et une fusillade s'ensuit pendant laquelle Bond tombe inconscient. Lorsqu'il reprend connaissance, 007 est en compagnie des filles et de Smolin. Ensemble ils prennent une voiture pour s'enfuir du château alors que l'hélicoptère du général Chernov arrive. Bond neutralise l'aéronef pendant que Smolin conduit la voiture qui s'éloigne du château.
Une fois en relative sécurité, ils changent de voiture et passent la nuit un hôtel. Bond fait l'amour à Ebbie, mais le lendemain, Smolin et Heather ne sont plus là. Soudainement, le général Chernov apparait dans l'hôtel et pointe une arme sur Bond.
Chernov et ses hommes amènent 007 au château, mais se font arrêter par la police sur la route. L'inspecteur Norman Murray, à qui 007 avait téléphoné avant de se faire enlever par Chernov, fait sortir Bond de la voiture et laisse Chernov repartir. La mission de 007 étant officieuse, il est expulsé d'Irlande et se rend en France avec Ebbie. Là-bas il se rend à un rendez-vous avec Ann Reilly (Q'ute) du département Q et obtient quelques gadgets.
Bond et Ebbie se rendent à Hong Kong pour y trouver le dernier membre de Gâteau à la crème, Jungle Baisley, qui se trouve être accompagné de Susanne Dietrich, une collègue et amie de Smolin. Arrivé à leur hôtel, Heather pense apercevoir Swift, un homme du SIS qui s'occupait de l'opération Gâteau à la crème. Dans leur chambre, Bond téléphone à un vieil ami, Big Thumb Chang, et prend rendez-vous avec lui.
007 rencontre Chang mais Swift fait son apparition et transmet à message de M à Bond. Comme 007, M soupçonne qu'il y a un ou plusieurs traitres parmi les membres de Gâteau à la crème et demande à son agent de les éliminer. Swift dit aussi à Bond que Chernov est sur l'île de Cheung Chau et qu'il a des prisonniers avec lui, Smolin et Heather, ainsi que possiblement Baisley et Dietrich. Bond et Heather retournent à leur hôtel.
Lorsqu'ils sortent de leur hôtel, ils tombent sur le cadavre de Swift. Plus tard 007 rencontre un collègue de Swift, Richard Han, qui l'aide à se rendre sur l'île de Cheung Chau avec Ebbie. Sur l'ile, ils se font capturer par Chernov et ses hommes. Bond ayant été un valeureux adversaire, Chernov décide de lui laisser une chance : 007 sera lâché sur la petite ile, armé d'un Luger, où quatre hommes également armés (soit d'un Luger, d'un couteau, ou d'un fléau d'armes) le traqueront.
Par la suite, Bond parvient à éliminer trois des hommes, et alors qu'il est sur le point de se faire tuer par la quatrième, Richard Han apparait et lui sauve la vie. Mais soudainement Han se fait tuer par Heather Dare qui se révèle être une traîtresse. 007 la désarme et l'abat froidement.
Bond retourne voir Chernov pour libérer les autres membres de Gâteau à la crème, mais est stopper par un autre traitre, Norman Murray. Bond tue finalement Murray, capture Chernov vivant et libère les membres de Gâteau à la crème. Quelques jours plus tard, Bond passe du bon temps avec Ebbie...

## Personnages principaux
- James Bond
- M
- Ebbie Heritage, membre de Gâteau à la crème, Irma Wagen.
- Colonel Maxim Smolin
- General Konstantin Nikolaevich Chernov
- Heather Dare, membre de Gâteau à la crème, son vrai nom est Emilie Nikolas.
- Inspecteur Norman Murray
- Jungle Baisley, membre de Gâteau à la crème, son vrai nom est Wald Belzinger.